# Pierre Nguyên Van Dê

Bischofswappen von Pierre Nguyên Văn Dê

Pierre Nguyên Van Dê SDB (* 15. Januar 1946 in Tri Buu, Provinz Quang Tri) ist ein vietnamesischer Ordensgeistlicher und emeritierter römisch-katholischer Bischof von Thái Binh.

## Leben
Nachdem er am 15. August 1965 die ersten Gelübde als Salesianer Don Boscos abgelegt hatte, studierte er von 1965 bis 1968 Philosophie in Hongkong und von 1970 bis 1974 Theologie in Dat Lat, Südvietnam. Am 17. Dezember 1973 empfing er das Sakrament der Priesterweihe.
Innerhalb der Ordensgemeinschaft war er Novizenmeister, Pfarrer, Provinzial, Direktor für Theologie für Salesianer. Schließlich war er Lehrer am Priesterseminar von Hanoi.
Am 29. November 2005 ernannte ihn Papst Benedikt XVI. zum Weihbischof in Bùi Chu, Nordvietnam, und zum Titularbischof von Ammaedara. Die Bischofsweihe spendete ihm der Bischof von Bùi Chu, Joseph Hoàng Van Tiem SDB, am 18. Januar 2006. Mitkonsekratoren waren der Erzbischof von Huế, Etienne Nguyên Nhu Thê, und der Erzbischof von Hanoi, Joseph Ngô Quang Kiệt.
Am 25. Juli 2009 wurde seine Ernennung zum Bischof von Thái Bình bekanntgegeben. Die Amtseinführung fand am 9. September desselben Jahres statt.
Papst Franziskus nahm am 29. Oktober 2022 seinen altersbedingten Rücktritt an.